# 180P/NEAT
180P/NEAT (też: NEAT 3) – kometa krótkookresowa z rodziny komet Jowisza.

## Odkrycie
Kometę tę odkryto 6 grudnia 2001 roku w ramach projektu NEAT.

## Orbita komety i właściwości fizyczne
Orbita komety 180P/NEAT ma kształt elipsy o mimośrodzie 0,355. Jej peryhelium znajduje się w odległości 2,49 j.a., aphelium zaś 5,23 j.a. od Słońca. Jej okres obiegu wokół Słońca wynosi 7,58 roku, nachylenie do ekliptyki to wartość 16,88˚.
Średnica jądra tej komety to maks. kilka km.